# Eckstoß

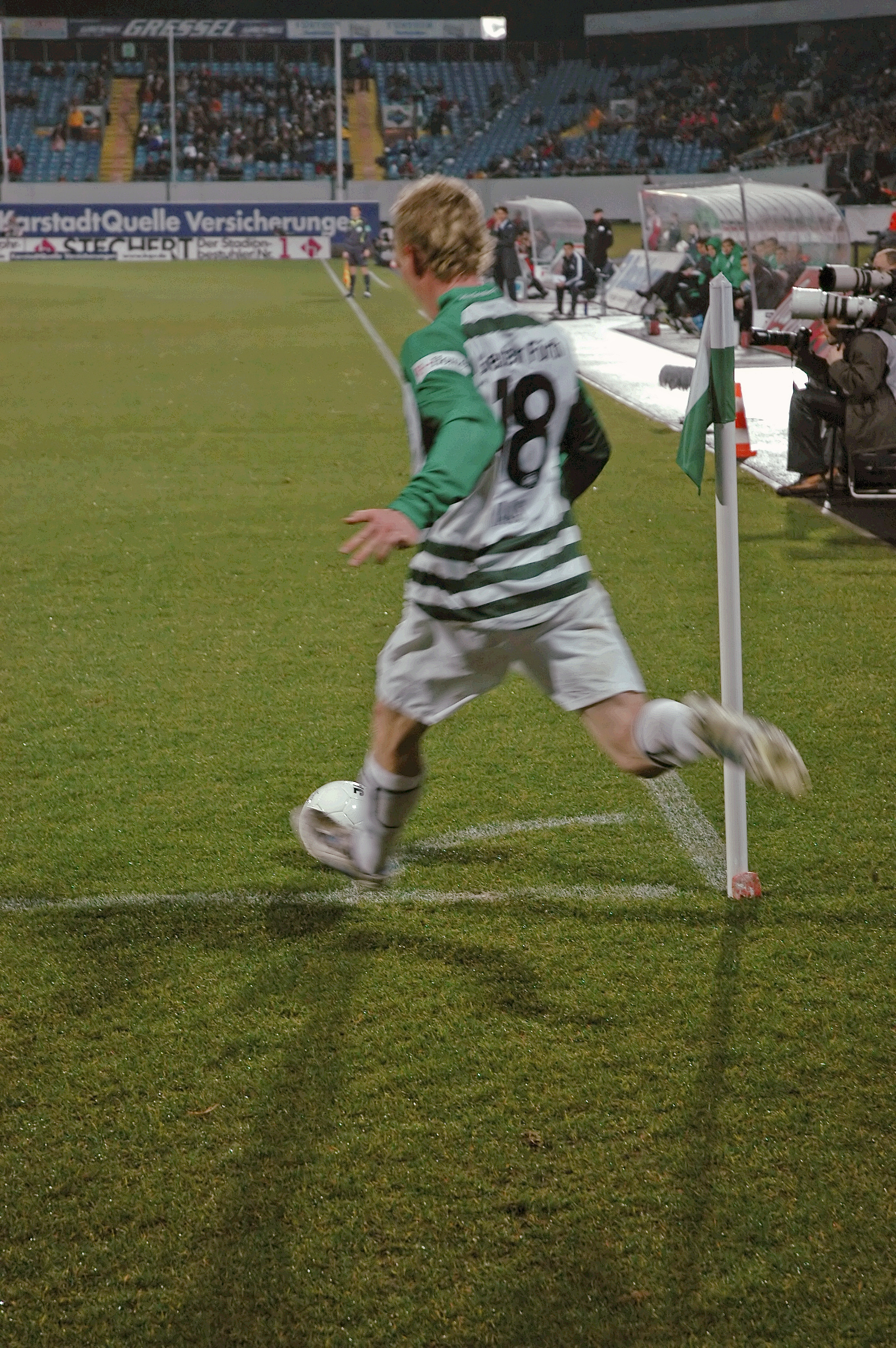
Leonhard Haas beim Eckstoß

Ein Eckstoß, auch Eckball, Ecke, in der Schweiz und Österreich auch Corner genannt, ist eine Spielfortsetzung im Fußball. Auf Eckstoß entscheidet der Schiedsrichter, wenn der Ball die Torlinie – außer zwischen den Torpfosten und unter der Querlatte (er also nicht ins Tor geht) – überquert und zuletzt von einem Spieler der verteidigenden Mannschaft berührt wurde. Ausnahmsweise gibt es auch dann einen Eckstoß, wenn der Ball aus einer Spielfortsetzung derselben Mannschaft direkt in das eigene Tor geht, ohne vorher von einem anderen Spieler berührt worden zu sein (Grundsatz: Aus einem Vorteil darf kein Nachteil werden.). Der Eckstoß gehört zu den sogenannten Standardsituationen. Aus einem Eckstoß kann direkt ein Tor erzielt werden, bei der Ausführung eines Eckstoßes ist die Abseitsregel aufgehoben.

## Geschichte
In den Sheffield-Regeln von 1866 wurde der Eckball offiziell eingeführt. Erst seit der Spielzeit 1924/25 darf, nach Beschluss der FIFA auf Vorschlag des schottischen Fußballverbands, mit einem Eckball direkt ein Tor erzielt werden.

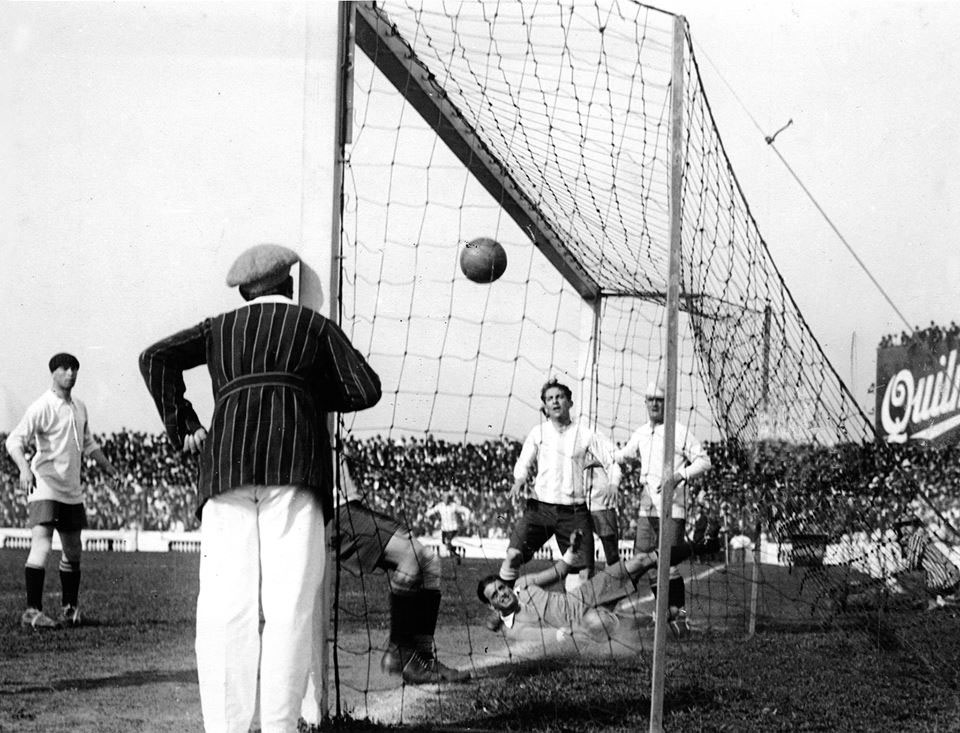
Cesáreo Onzaris gol olímpico

Das erste Tor nach einem Eckball schoss am 21. August 1924 Billy Alston in einem Spiel der schottischen Liga.
Während der Olympischen Spiele 1924 in Paris wurden zwei Tore Héctor Scarones noch nicht anerkannt; dennoch gewann die uruguayische Nationalmannschaft das Turnier. Das erste Tor in einem internationalen Spiel schoss schließlich der Argentinier Cesáreo Onzari am 2. Oktober desselben Jahres in dem Freundschaftsspiel Argentinien – Uruguay (2:1). Seitdem wird ein direkt verwandelter Eckstoß in Südamerika „olympisches Tor“ (Spanisch: gol olímpico) genannt.
Das einzige Tor dieser Art, das bei einer Fußball-Weltmeisterschaft erzielt wurde, erzielte der Kolumbianer Marco Coll am 3. Juni bei der Weltmeisterschaft 1962 in Chile, während des Vorrundenspiels Sowjetunion – Kolumbien (4:4), im Stadion Carlos Dittborn der Stadt Arica. Dabei überwand er Lew Jaschin, der damals als der beste Torhüter der Welt galt.

## Ausführung
- Der Ball muss in den Viertelkreis (Radius: 1 Meter) der Eckfahne gelegt werden, die der Stelle am nächsten liegt, an der der Ball die Torlinie überquerte.
- Die Eckfahne darf nicht entfernt werden.
- Bevor der Eckstoß ausgeführt wurde, dürfen Gegenspieler nicht näher als 9,15 m an den Viertelkreis herankommen.
- Sobald der Ball mit dem Fuß gestoßen wurde und sich bewegt, ist er im Spiel.
- Bevor der ausführende Spieler den Ball ein zweites Mal berühren darf, muss dieser von einem anderen Spieler berührt worden sein.

## Sonstiges
Eine direkte Verwandlung des Eckstoßes zum Tor ist sehr selten, da der Ball auf einer geraden Flugbahn nicht ins Tor fliegen kann und deshalb auf eine gezirkelte Flugbahn gebracht werden muss, die zuerst von der Torlinie wegführt und dann auf Torhöhe zu ihr zurückkehrt. Dies gelingt nur ausgesprochenen „Kunstschützen“, zu denen z. B. Rainer Bonhof, Mario Basler, Roberto Carlos, Julian Schuster oder Milenko Ačimovič gehören. Den Bundesliga-Rekord hält derweil Bernd Nickel: Vier seiner 141 Bundesligatore waren direkt verwandelte Eckbälle – kurioserweise aus allen vier Ecken des Frankfurter Waldstadions.
Die standardmäßige Ausführung einer Ecke zielt eher auf den mittelbaren als auf den unmittelbaren Weg zum Tor. Es wird versucht, über ein oder zwei Anspielstationen ein Tor zu erzielen. Beispielsweise kann der Ball hoch in den Strafraum vorgelegt werden und sollte sich dort unmittelbar vor dem Tor auf Sprunghöhe senken und von eigenen kopfballstarken Spielern ins Tor geköpft werden.
Ein Eckstoß kann auch durch einen Anstoß, einen direkten oder indirekten Freistoß verursacht werden, der ins eigene Tor geschossen wird, ohne dass ein Mit- oder Gegenspieler den Ball berührt hat, weil dies nicht als Tor gewertet wird. Begründung: Aus einem Vorteil darf kein Nachteil entstehen. Gleiches gilt laut Regelwerk für einen auf gleiche Weise erzielten Treffer durch Eckstoß, der über das gesamte Feld führen müsste, sowie für einen Einwurf und einen Schiedsrichterball, wenn der Ball ohne weitere Berührung durch einen Spieler im eigenen Tor landet.

## Eckstoß in anderen Sportarten
Auch in anderen Mannschaftssportarten existiert der Eckstoß. Im Hockey entspricht die „lange Ecke“ in etwa dem Eckstoß im Fußball, dagegen werden alle Regelverstöße im eigenen Schusskreis mit einer Strafecke (auch „kurze Ecke“ genannt) geahndet.